# ويليام ستار مايرز
ويليام ستار مايرز (بالإنجليزية: William Starr Myers)‏ هو مؤرخ ومدرس أمريكي، ولد في 17 يونيو 1877، وتوفي في 27 يناير 1956.